# Deutsche Leichtathletik-Meisterschaften 1900
Die 3. Deutschen Leichtathletik-Meisterschaften wurden 1900 in drei Disziplinen in drei verschiedenen Städten zu drei unterschiedlichen Terminen ausgetragen.
Über 200 m erzielte Max Wartenberg mit 22,6 Sekunden einen neuen deutschen Rekord.

## Zeitplan und Austragungsorte
| Datum         | Disziplin | Ort       |
| ------------- | --------- | --------- |
| 15. Juli      | 1500 m    | Straßburg |
| 16. September | 100 m     | Berlin    |
| 23. September | 200 m     | Hamburg   |

## Medaillengewinner
| Disziplin | Gold                              | Leistung   | Silber                           | Leistung | Bronze                             | Leistung |
| --------- | --------------------------------- | ---------- | -------------------------------- | -------- | ---------------------------------- | -------- |
| 100 m     | Max Wartenberg (Britannia Berlin) | 11,4 s     | Erich Ludwig (FC Frankfurt 1880) |          | Hans Schmidt (SC Germania Hamburg) |          |
| 200 m     | Max Wartenberg (Britannia Berlin) | 22,6 s DR  | Albert Werkmüller (BFC Preussen) |          | Hans Duhne (SC Germania Hamburg)   |          |
| 1500 m    | Franz Geist (Frankfurter FC 99)   | 4:34,8 min | Gustav Jeffke (Straßburger FV)   |          |                                    |          |